# Petrova Gora Star Party
Petrova gora Star Party (PGSP) je tradicionalni veliki godišnji star party u organizaciji astronomskog društva Beskraj iz Zagreba koji se održava od 1999. godine. Do 2007. godine bio je organiziran na Japetiću, no zbog povećanja svjetlosnog onečišćenja preseljen je na Petrovu goru. Okupljanje se na Petrovoj gori odvijalo od 2007. do 2019. godine, kada je zbog zatvaranja pristupne ceste i postavljanje odašiljača sa signalnom rasvjetom tamno nebo Petrove gore devastirano. Od 2020. Star party se održava kraj sela Bunić u Lici te je poznat kao Lika Star Party (LSP).
Nebo na Petrovoj gori je bilo jedno od najtamnijih u Hrvatskoj (granična magnituda 6.5), a opet lako dostupno. Do spomenika (mjesta promatranja) vodila je asfaltirana cesta. U blizini, na 5 minuta vožnje automobilom, nalazi se lovački dom Muljava gdje je moguće prespavati.
PGSP se održavao svake godine krajem kolovoza ili početkom rujna. Star party počinje okupljanjem u petak popodne u lovačkom domu Muljava. Promatranje se vrši s parkirališta podno spomenika na Petrovoj Gori. Subotom popodne u lovačkom domu obično bude jedno predavanje i projekcija dokumentarnog filma, a navečer opet promatranje. Smještaj je u vlastitom aranžmanu, najčešće u lovačkom domu, no moguće je i kampirati na livadi pokraj doma. Mjesto u lovačkom domu je poželjno rezervirati unaprijed.

## Poveznice
- Astronomsko društvo Beskraj

- Petrova Gora Star Party
- Lika Star Party 2022.